# الکان (بلژیک)
شهر الکان (به فرانسوی: Alken) در شهرستان تنژران در استان لمبورگ در منطقه فلاندری در کشور بلژیک واقع شده‌است.

## نگارخانه

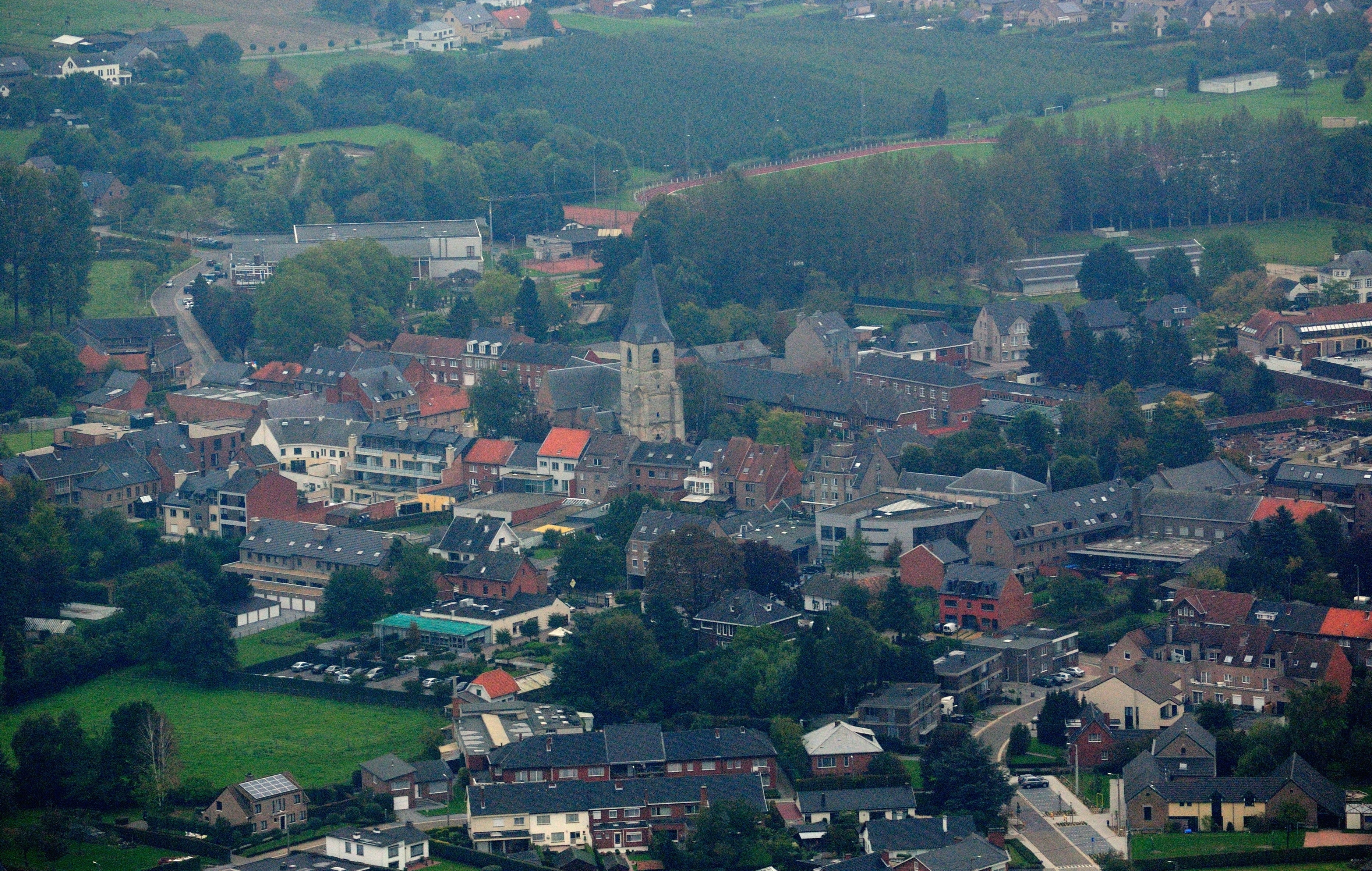
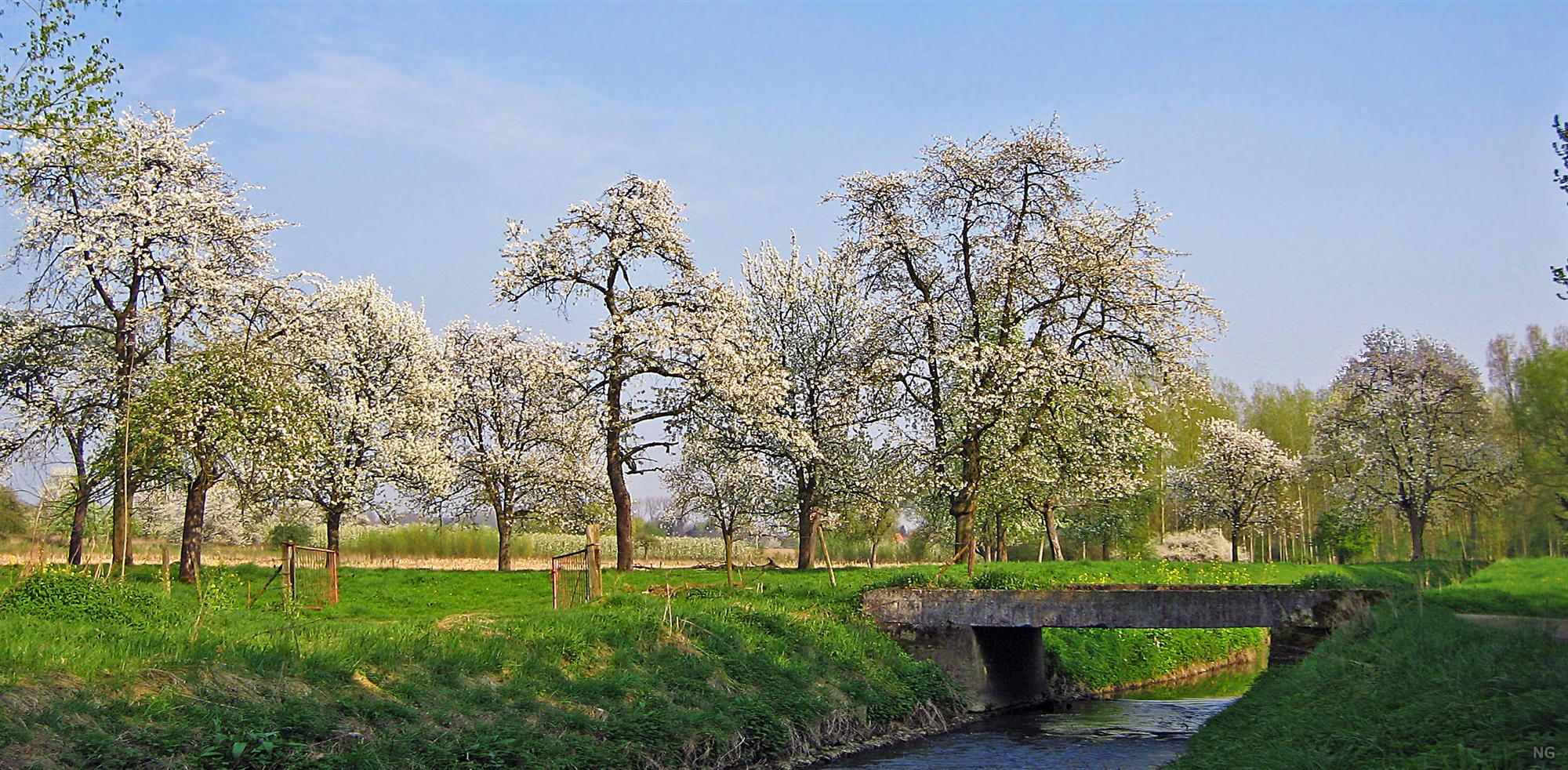
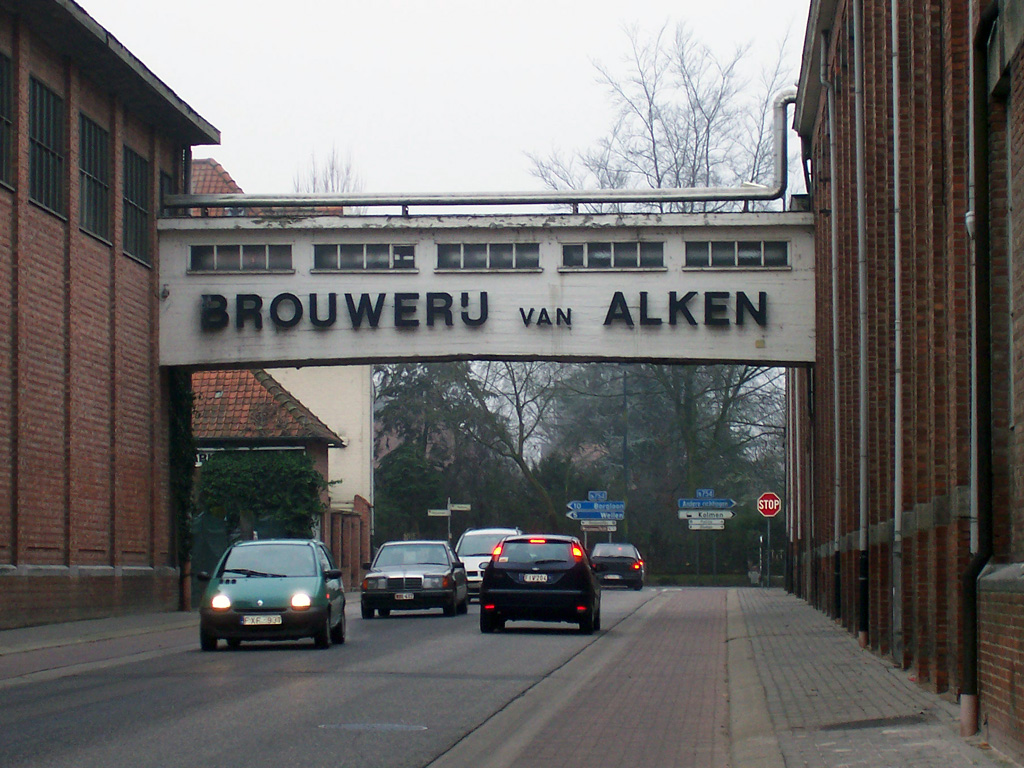